# Wappen und Siegel der Vögte

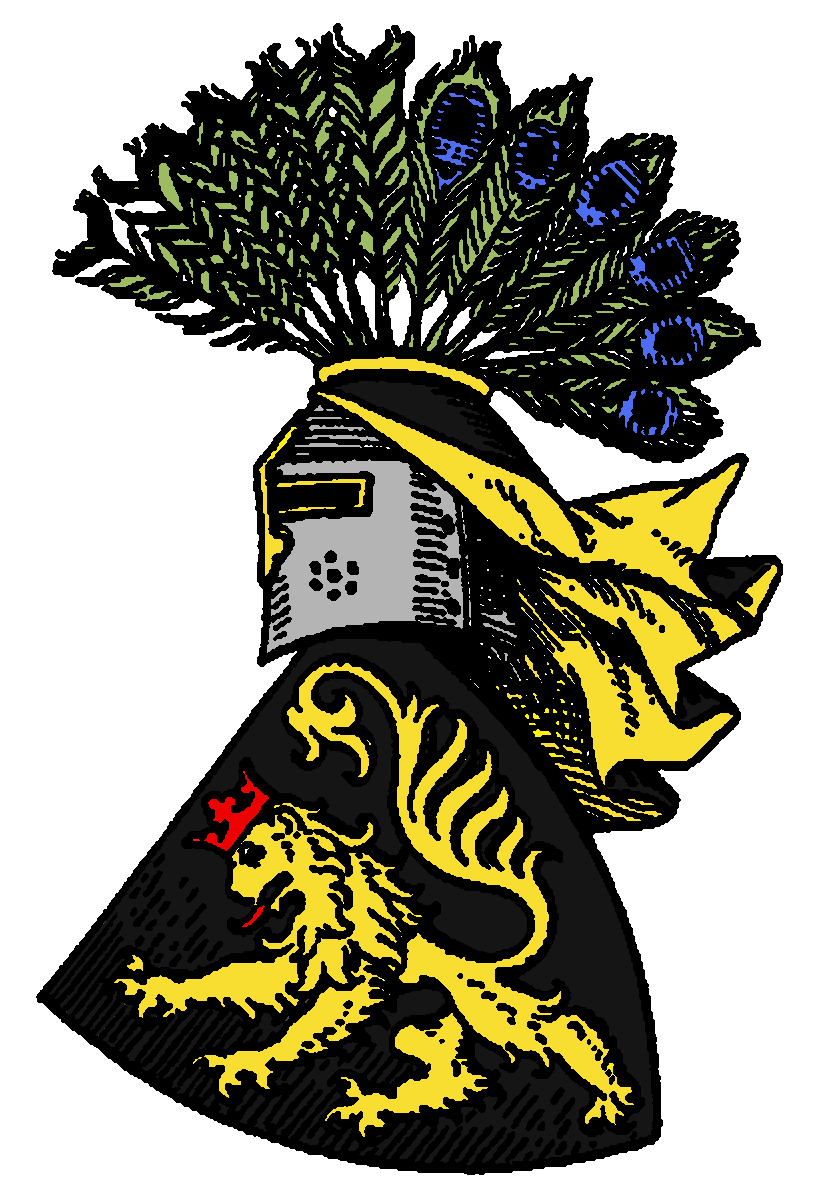
Stammwappen der Vögte von Weida, Gera und Plauen

Das Wappen der Vögte war ursprünglich das Wappen der Vögte von Weida, Gera und Plauen. Aus der Linie der Vögte von Plauen ging das Haus Reuß hervor. Damit war das Wappen auch in den Fürstentümern Reuß jüngere und ältere Linie, Gliedstaaten des Deutschen Kaiserreiches, vertreten. Heute findet der vogtländische Löwe in vielen Wappen von Gebietskörperschaften in den Freistaaten Sachsen und Thüringen sowie in Franken und Böhmen, den Gebieten, in denen das Vogtland liegt, Verwendung. Vereinzelt zeigen auch Wappen in Sachsen-Anhalt und sogar Bagrationowsk den Löwen.
Das Wappen zeigt einen rechtsgewendeten rotgekrönt, -bewehrt und -bezungten goldenen Löwen auf schwarzem Schild. Das Wappen ist damit identisch mit dem Pfälzer Löwen und geht wahrscheinlich auch auf diesen zurück. Das Wappen ist in Stadt- und Gemeindewappen oftmals abgewandelt.

## Geschichte

### Frühe Siegel der Vögte
Die ältesten Siegel auf von den Vögten ausgestellten Urkunden zeigen den Abdruck einer antiken Gemme, auf der ein Löwe ein Pferd vor einem Baum reißt. Dieses Symbol wurde von der Weidaer Linie der Vögte bis in die zweite Hälfte des 14. Jahrhunderts genutzt. Die Geraer Linie nutzte noch bis etwa 1354 Siegelstempel mit Gemmen, die verschiedene Bilder, wie auch eine Amazone mit Schild und Speer auf einem Seepferd, zeigten.
Als erste Linie führten die Vögte von Plauen durch Heinrich I. von Plauen einen Löwen im Wappensiegel. Zuvor noch ein Löwe mit Ähre oder Zweig wurde es ab 1244 ersetzt durch einen (heraldisch) rechts aufsteigenden Löwen im Dreiecksschild ersetzt. Seine beiden Söhne führten ab 1276 ebenfalls diesen „plauischen Löwen“. Sie zeigten aber einen mit Pfauenfedern bekrönten Topfhelm. Der jüngere Sohn, der Begründer der Linie Reuß von Plauen, führte ein Wappen ähnlich des Siegels von 1244. Der Löwe wurde bald darauf auch von der Geraer Linie und seit dem 14. Jahrhundert von der Weidaer Linie verwendet. Der Löwe ist ab etwa 1230 ungekrönt, ab ca. 1240 gekrönt belegt.

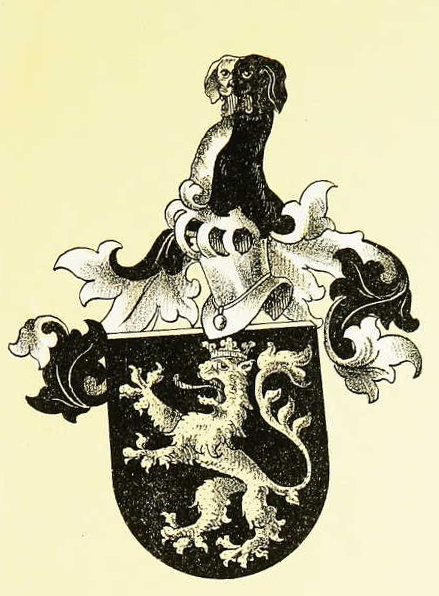
Wappen der Vögte von Weida mit Brackenkopf

### Der Pfälzer Löwe als Wappen
Das Wappen stimmt, wie oben beschrieben, mit dem des Pfälzer Löwen überein. Tatsächlich wurde den Vögten Heinrich d. Ä. und Heinrich d. J. von Plauen und den Vögten von Weida und Gera durch Pfalzgraf Rudolf bei Rhein und Herzog von Bayern 1294 in Anerkennung ihrer Verdienste gegenüber seinen Vorfahren das Recht verliehen, gegenüber ihren von denselben erworbenen Lehen Schild, Banner und Fahne zu führen. Wegen der schon früheren Verwendung 1244 wird auch vermutet, dass das ähnliche Wappen der Grafen von Everstein, Lehensherren des Plauener Gebietes, übernommen wurde. Die Herrschaft Plauen gehörte 1122 den Grafen Everstein, 1236 ist erstmals belegt, dass die Herrschaft den Vögten zugehörig war. Somit ist nicht ausgeschlossen, dass das eversteinische Wappenbild erst nachträglich die pfalzgräfliche Tinkturen erhielt. Vielleicht sind die Farben ab 1261 gewechselt worden, als die Vögte mit dem Vater Rudolfs bei Rhein ein Kriegsbündnis eingingen.

Als Helmzier diente den Linien von Plauen und Gera zunächst ein Pfauenfederwedel, wie er noch heute im Stadtwappen Geras Verwendung findet. Die Weidaer Linie nutzte Adlerflügel. Nach 1360 setzte sich ausgehend von Gera ein schwarz-silbern gespaltener Brackenkopf durch, der bis zum 16. Jahrhundert auch von den Plauener Linien übernommen wurde. Nachdem 1451–53 die Herrschaft Kranichfeld an das Haus Reuß gefallen war, wurde das Wappen der jüngeren Plauener Linie um Schild und Helm der Herren von Kranichfeld, die ein redendes Wappen mit Kranich führten, ergänzt.

### Schwarzes Andreaskreuz als Wappen
Die ältere Plauener Linie durfte, aufgrund einer Verleihung durch König Sigismund 1426 das Wappen der Meißner Burggrafen, ein schwarzes Andreaskreuz auf goldenem Schild führen.

### Spätere Verwendung der Wappen in Fürstenwappen
Aus der Linie der Vögte von Plauen, einer Nebenlinie der Vögte von Weida ging das Haus Reuß hervor. im Deutschen Kaiserreich gab es zwei Gliedstaaten, Reuß jüngere und ältere Linie, die eigenständige Fürstentümer waren. Auch im Wappen des Königreichs Sachsen ist ein Verweis auf das vogtländische Wappen zu finden.
| Wappen                 | Status       | Name                                                         | Staat                                       | Information Besonderheit |
| ---------------------- | ------------ | ------------------------------------------------------------ | ------------------------------------------- | --- |
| zur Wappenbeschreibung | Fürstentümer | \| Reuß jüngerer Linie \| \| und \| \| Reuß älterer Linie \| | Deutsches Kaiserreich                       | Beide Fürstentümer führten ein gemeinsames Wappen. Felder 1 und 4: Wappen der Vögte (goldener Löwe in schwarzem Feld), gekrönt Felder 2 und 3: Herrschaft Kranichfeld (goldener Kranich in silbernem Feld) Die Herrschaft Kranichfeld war zwar schon seit 1615 nicht mehr bei den Reußen, wurde aber trotzdem prominent geführt. |
|                        | Zarin        | Eleonore Reuß zu Köstritz                                    | von Bulgarien                               | Zar Ferdinand I.stammte aus dem Haus Sachsen-Coburg-Koháry; gekrönt |
| zur Wappenbeschreibung | Königreich   | Sachsen                                                      | eigenständig, später: Deutsches Kaiserreich | Feld 7: Vogtländischer Löwe; linksgewendet, gekrönt Helmzier: Vogtland (heraldisch rechts) |
| Reuß jüngerer Linie    |              |                                                              |                                             | |
| und                    |              |                                                              |                                             | |
| Reuß älterer Linie     |              |                                                              |                                             | |

## Liste von Wappen, die an die Herrschaft der Vögte erinnern
Der vogtländische Löwe ist in Erinnerung an die ehemaligen Stadtherren noch heute in vielen Gemeinde-, Stadt- oder Kreiswappen zu finden.
Legende:
- LK = Landkreis (DE)
- BZ = Bezirk (CZ)
- Bundesland = Bundesland der Bundesrepublik Deutschland
- Region = Region der Tschechischen Republik

### Liste der Wappen mit dem Löwe
| Wappen           | Status             | Name                                      | LK/BZ                                | Bundesland/Region                          | Information/Besonderheiten |
| ---------------- | ------------------ | ----------------------------------------- | ------------------------------------ | ------------------------------------------ | --- |
| zur Beschreibung | Stadt              | Adorf                                     | Vogtlandkreis                        | Sachsen                                    | ungekrönt |
| zur Beschreibung | Stadt              | Auerbach                                  | Vogtlandkreis                        | Sachsen                                    | ungekrönt |
| zur Beschreibung | Stadt              | Bad Köstritz                              | Landkreis Greiz                      | Thüringen                                  | zwischenzeitlich verwendetes Wappen Löwe als Verweis auf das Haus Reuß-Köstritz.                                                                                                  |
| zur Beschreibung | Stadt              | Bagrationowsk (bis 1946: Preußisch Eylau) | Rajon Bagrationowsk                  | Oblast Königsberg Russländische Föderation | oberes Feld, ungekrönt |
| zur Beschreibung | Stadt              | Gera                                      | kreisfrei                            | Thüringen                                  | nahezu identisch mit dem Stammwappen der Vögte, ungekrönt |
| zur Beschreibung | Stadt              | Greiz                                     | Landkreis Greiz                      | Thüringen                                  | gekrönt |
| zur Beschreibung | Stadt              | Hof                                       | kreisfrei                            | Bayern                                     | gekrönt |
| zur Beschreibung | Ortsteil           | Hohenölsen                                | Landkreis Greiz                      | Thüringen                                  | ungekrönt |
| zur Beschreibung | Gemeinde           | Kraftsdorf                                | Landkreis Greiz                      | Thüringen                                  | ungekrönt |
| zur Beschreibung | Stadt              | Markneukirchen                            | Vogtlandkreis                        | Sachsen                                    | ungekrönt |
| zur Beschreibung | Stadt              | Plauen                                    | Vogtlandkreis                        | Sachsen                                    | ungekrönt |
| zur Beschreibung | Stadt              | Ronneburg                                 | Landkreis Greiz                      | Thüringen                                  | ungekrönt |
| zur Beschreibung | ehemalige Gemeinde | Ebersdorf (Saalburg-Ebersdorf)            | Saale-Orla-Kreis                     | Thüringen                                  | heute Stadt Saalburg-Ebersdorf; gekrönt; weitgehend identisch mit dem Schild der Fürstentümer Reuß (siehe oben)                                                                   |
| zur Beschreibung | ehemalige Stadt    | Saalburg                                  | Saale-Orla-Kreis                     | Thüringen                                  | heute Stadt Saalburg-Ebersdorf, ungekrönt |
| zur Beschreibung | ehemalige Gemeinde | Sparnberg                                 | Saale-Orla-Kreis                     | Thüringen                                  | gekrönt |
| zur Beschreibung | Stadt              | Schöneck                                  | Vogtlandkreis                        | Sachsen                                    | ungekrönt |
| zur Beschreibung | Stadt              | Tanna                                     | Saale-Orla-Kreis                     | Thüringen                                  | ungekrönt |
| zur Beschreibung | Stadt              | Zeulenroda-Triebes                        | Landkreis Greiz                      | Thüringen                                  | gekrönt |
| zur Beschreibung | ehemalige Stadt    | Zeulenroda                                | Landkreis Greiz                      | Thüringen                                  | gekrönt, verliehen 1438 |
| zur Beschreibung | ehemalige Stadt    | Triebes                                   | Landkreis Greiz                      | Thüringen                                  | „In Gold eine schwarze Löwenpranke mit roten Krallen, [...]“ |
| zur Beschreibung | Gemeinde           | Rosenbach/Vogtl.                          | Vogtlandkreis                        | Sachsen                                    | heraldisch oben links, rechtsgewendet, rot bezungt und rot bewehrt, in Gold gekrönt                                                                                               |
| zur Beschreibung | Gemeinde           | Trogen                                    | Landkreis Hof                        | Bayern                                     | gekrönt |
| zur Beschreibung | Gemeinde           | Weischlitz                                | Vogtlandkreis                        | Sachsen                                    | gekrönt |
| zur Beschreibung | ehemalige Gemeinde | Jocketa                                   | Vogtlandkreis                        | Sachsen                                    | Löwe steht rechts (heraldisch links) oben, gekrönt |
| zur Beschreibung | Landkreis          | Altenburger Land                          | -                                    | Thüringen                                  | Der goldsilberne Löwe steht für das Pleißenland. Der Löwe erinnert an den vogtländischen Löwe. Die Vögte beherrschten einst das südliche Kreisgebiet um Schmölln.                 |
| zur Beschreibung | Landkreis          | Landkreis Greiz                           | -                                    | Thüringen                                  | gekrönt |
| zur Beschreibung | Landkreis          | Landkreis Hof                             | -                                    | Bayern                                     | gekrönt, linksgewendet |
| zur Beschreibung | Landkreis          | Saale-Orla-Kreis                          | -                                    | Thüringen                                  | gekrönt, linksgewendet |
| zur Beschreibung | Landkreis          | Vogtlandkreis                             | -                                    | Sachsen                                    | gekrönt, der Adler erinnert an den Reichslandcharakter des Vogtlandes |
| zur Beschreibung | Gemeinde           | Engelhaus (Andělská Hora)                 | Bezirk Karlsbad (Okres Karlovy Vary) | Karlsbader Region (Karlovarský kraj)       | gekrönt, auch mit schwarzem Andreaskreuz |
| zur Beschreibung | Stadt              | Bad Königswart (Lázně Kynžvart)           | Bezirk Eger (Okres Cheb)             | Karlsbader Region (Karlovarský kraj)       | ungekrönt |
| zur Beschreibung | Stadt              | Luditz (Žlutice)                          | Bezirk Karlsbad (Okres Karlovy Vary) | Karlsbader Region (Karlovarský kraj)       | ungekrönt, linksgewendet |
| zur Beschreibung | Stadt              | Theusing (Toužim)                         | Bezirk Karlsbad (Okres Karlovy Vary) | Karlsbader Region (Karlovarský kraj)       | gekrönt |
| zur Beschreibung | ehemalige Stadt    | Stadt Gernrode                            | Landkreis Harz                       | Sachsen-Anhalt                             | Wappen vor der Überarbeitung; Das Wappen erinnert an das Wirken der Äbtissin Anna I. von Plauen (um 1460–1532), die das Wappen einst verlieh. siehe auch: Stadt Gernrode (Wappen) |
| zur Beschreibung | Land               | Thüringen                                 | -                                    | -                                          | Wappen ohne Krone; heraldisch unten rechts der reußische Löwe; Wappen Thüringens von 1933 bis 1945n                                                                               |

### Liste der Wappen mit schwarzem Andreaskreuz
| Wappen           | Status | Name                      | BZ                                   | Region                               | Information/Besonderheiten |
| ---------------- | ------ | ------------------------- | ------------------------------------ | ------------------------------------ | -------------------------- |
| zur Beschreibung | Stadt  | Engelhaus (Andělská Hora) | Bezirk Karlsbad (Okres Karlovy Vary) | Karlsbader Region (Karlovarský kraj) | auch mit gekröntem Löwe    |
| zur Beschreibung | Stadt  | Schönthal (Krásné Údolí)  | Bezirk Karlsbad (Okres Karlovy Vary) | Karlsbader Region (Karlovarský kraj) |                            |

### Liste weiterer Wappen mit Bezug zum Vogtland
| Wappen           | Status | Name     | Landkreis                  | Bundesland | Information/Besonderheit                           |
| ---------------- | ------ | -------- | -------------------------- | ---------- | -------------------------------------------------- |
| zur Beschreibung | Stadt  | Schmölln | Landkreis Altenburger Land | Thüringen  | Pfaufenfederhelm als Zeichen der Reußen; seit 1396 |